# Space Quest I
Space Quest: Chapter I – The Sarien Encounter, conocido también como Space Quest I, es un juego de aventura gráfica creado por Scott Murphey y Mark Crowe, y lanzado en octubre de 1986 por Sierra On-Line. Es el primer juego de la serie Space Quest, en el cual los jugadores asumen el papel de un humilde conserje en una nave de investigación, quien deberá evitar que una raza alienígena utilice una nueva forma de tecnología con fines malévolos.
Space Quest fue idea original de los programadores de Sierra, Scott Murphy y Mark Crowe, quienes trabajaron en títulos previos como King's Quest II, pero nunca antes habían diseñado su propio juego. De acuerdo con Murphy, «en aquel entonces (1985), todo en Sierra era muy sombrío y tenía una atmósfera casi medieval. Entonces dijimos "¿por qué no hacer un juego tonto y divertido?"».
Un remake del juego hecho por Sierra fue lanzado en 1991, contando con gráficos y jugabilidad mejorados. En 1992, Adventure Comics creó un cómic de tres números basado en la trama del juego.

## Jugabilidad
El juego fue creado utilizando el motor AGI de Sierra y contaba con entornos pseudo 3D, permitiéndole al personaje moverse en frente y detrás de los objetos del fondo. El principal medio de entrada de Space Quest, como en muchos otros juegos de AGI, era por medio de una interfaz de texto para introducir comandos y el uso del teclado o las flechas para mover a Roger Wilco por la pantalla. Las versiones de Amiga, Apple IIGS, Atari ST y Mac también admitían mouse para el movimiento. El juego tenía una resolución de 160x200 que mostraba 16 colores. Las tarjetas de sonido no estaban disponibles en 1986 para la PC, por lo que el sonido era reproducido por medio del altavoz interno de la PC; los dueños de las computadoras Tandy 1000, PCjr y Amiga escucharían una banda sonora de tres canales, mientras que los dueños de la Apple IIGS fueron agasajados por una banda sonora de quince canales con un sonido más rico.
Un precursor del juego es el juego de ficción interactiva Planetfall, creado por Infocom, cuyo personaje jugable es un humilde «alférez de séptima clase» que realiza la forma de trabajo más baja a bordo de una nave espacial, y quien aparece en la portada con una mopa. De la misma forma que King's Quest adaptó los juegos de puzle de aventura con texto en un mundo medieval a una presentación visual, Space Quest hizo lo mismo para el mismo juego de puzle.
Como forma de protección de copia, en la versión de VGA las coordenadas del juego estando en la cápsula de escape, al igual que el cohete comprado en la tienda de naves espaciales de Tiny, solo se pueden encontrar en el manual. Además, el código para recuperar el cartucho a bordo del Arcada solo puede ser encontrado en el manual. La versión de AGI tenía una protección que consistía en exigirle al usuario insertar el disquete original al comenzar.
Sierra lanzó tres versiones de Space Quest: el lanzamiento original de AGI V2 de 1986, el AGI V3 de 1987, y el lanzamiento VGA de 1990. Además de algunas pequeñas diferencias en sonido y gráficos, las versiones de PC, Amiga, Atari ST, y Apple IIGS son prácticamente idénticas. La versión de Mac es considerablemente diferente, sin embargo, al ser monocromática y controlada enteramente por menús. Space Quest I también tuvo una versión de Apple II de 8 bits para IIe y IIc. Esta no tuvo menús desplegables y presentaba todos los textos en la parte inferior de la pantalla.
Junto con King's Quest III, Space Quest fue el primer juego de Sierra en presentar menús desplegables, ser instalable en un disco duro, y no requerir un disco formateado de forma especial (excepto la versión de Apple II como se señaló más arriba).

## Trama

### Escenario
Space Quest I transcurre en un universo en el futuro distante, parodiando varias obras de ciencia ficción. Los jugadores asumirán el papel de un conserje a quien podrán nombrar; por defecto, su nombre es «Roger Wilco» —una referencia a la comunicación de radio «Roger, Will Comply»— el cual se convirtió en el nombre de facto del héroe en los juegos siguientes.

### Historia
En la galaxia de Earnon, Roger es un conserje a bordo de la nave científica Arcada, que lleva un dispositivo experimental poderoso llamado el «Star Generator» (una referencia no muy oculta del dispositivo génesis de Star Trek II: The Wrath of Khan). Roger se despierta de una siesta en el trabajo en un armario de escobas, y se entera de que la nave ha sido abordada y tomada por los siniestros sariens. Utilizando la tarjeta de acceso que encuentra en el cuerpo de un miembro muerto de la tripulación, logra llegar a una cápsula de escape y escapa de Arcada.
Luego de un aterrizaje forzoso, se entera de que ha llegado al seco y estéril descampado del planeta Kerona, donde es perseguido por una araña despachada por los sariens. Roger se abre camino por el desierto y un sistema de cuevas, y es recibido por una misteriosa cabeza, quien le encarga matar a la monstruosa criatura llamada Orat a cambio de transporte. Tras cumplir el objetivo y evadir a la araña cazadora, regresa a la cabeza alienígena con un pedazo de carne de Orat como prueba de su éxito. Como recompensa, se le concede el paso a un complejo bajo tierra inhabitado por otros alienígenas de la misma especie, y se le proporciona un skimmer, un pequeño aerodeslizador (una referencia directa al deslizador de Star Wars).
Roger viaja a los Ulence Flats (una referencia directa al Mos Eisley de Star Wars), un pueblo del desierto, para encontrar la manera de salir del planeta. Roger consigue suficiente dinero para comprar una nave espacial y un robot de navegación jugando a las máquinas tragamonedas en una cantina. Oye de otro cliente del bar la ubicación de la nave espacial de los sariens, Deltaur, y vuela hacia sus coordenadas. Luego, se infiltra en la nave utilizando su jetpack, esquivando un robot, entrando por los conductos de aire, metiéndose en un baúl y en una lavadora, y disfrazándose de sarien utilizando uno de sus uniformes, entre otros métodos tácticos creativos. Después, llega al Star Generator y lo programa para su autodestrucción, escapando de la nave justo antes de que explote.
Al final del juego, los esfuerzos de Roger son recompensados cuando recibe el Golden Mop como muestra de eterna gratitud de la gente de Xenon (una referencia al planeta de Los 7 de Blake).